# Taipingjing
Taiping jing (kinesiska förenklat 太平经. traditionellt 太平經, pinyin Tàipíng jīng, tidigare transkriberat T'ai P'ing Ching) är ett av de klassiska daoistiska verken. Boken går tillbaka till Handynastin, under vilken daoister två gånger ska ha presenterat texter med det här namnet till det konfucianska hovet, som dock inte tog skriften till sig. Den version som finns bevarad idag anses bygga på dessa men är inte äldre än 500-talet.
Taiping, "den yttersta freden", är ett begrepp som går tillbaka till Zhoudynastin och betecknar ett idealt samhällstillstånd. Det togs senare upp av den daoistiske filosofen Zhuang Zi, men också många andra, och var också det uttalade idealet för konfucianer. De gula turbanerna, ett uppror i slutet av Handynastin, gick till strid under samma paroll och hade Taipingjing som heliga skrift, även om vi inte vet hur deras version skilde sig från den vi kan läsa idag.
Innehållet i texten är delvis tekniskt till sin natur i form av instruktioner för meditationer. Där finns även kapitel om odödlighet. Särskilt stor vikt läggs vid visualisationer, och då särskilt visualisationer på kroppen och de inre organen. Adepten bör här se sin kropp som skinande vit och utan någon form, som formlös luft. De inre organen ska däremot visualiseras som om de vore av jade. Senare ska dessa inälvor fyllas med influenser från de fem elementen. Det beskrivs många olika tekniker baserade just på förhållandet kroppen/inälvorna, ofta med korrespondens till planeter, de fem elementen osv. Syftet är att uppnå hälsa och förlängt liv, men från religiös synpunkt kanske framför allt för att uppnå enhet. 
Förutom de religiösa inslagen behandlas även moraliska och etiska problem. Särskilt betonas plikten att dela med sig. Men det är inte någon materiell givmildhet som eftersträvas, åtminstone inte i första hand. Det som åsyftades var att dela med sig av sina andliga erfarenheter och det kunde inte nog betonas hur viktigt detta var. Det var en synd att bryta mot detta, en synd som innebar att inte endast syndaren skulle bli bestraffad, utan även dennes ättlingar. De materiella egoisterna hotades på liknande sätt. 
Även andra regler fastställs i texten. Det finns vissa handlingar som särskilt bör undvikas: avsaknad av fromhet, att tigga, att äta avföring eller urin, samt att misslyckas med att producera barn. Barn får heller inte avlivas, särskilt inte döttrar. Detta hänger ihop med att varje man uppmanades att ha två hustrur i enlighet med yin och yang-teorin (män och udda nummer är båda yang, kvinnor och jämna tal är yin). Även kyskhet fördömdes och alkoholintag uppmuntrades inte. 
Det som däremot påbjöds var att leva ett långt liv, men det var endast under Taiping-eran som verkliga åldringar kunde produceras. Men för att bli långlivad fanns det vissa krav som måste uppfyllas. Man måste leva ett moraliskt liv och reflektera över sina synder eftersom synderna ansågs vara orsaken till sjukdom. Hygien var viktigt liksom rätt diet. Man kunde även använda sig av den kinesiska medicinen, såsom akupunktur etc. Att lyssna på musik var även positivt eftersom de fem tonerna påverkade de inre organen på ett kreativt sätt. Det ansågs även vara bra att meditera över enheten.